# Zenaida galapagoensis
Zenaida galapagoensis е вид птица от семейство Гълъбови (Columbidae).

## Разпространение
Видът е разпространен в Еквадор.